# Pippa Norris
Pippa Norris (nacida el 10 de julio de 1953) es una politóloga especializada en política comparada. Es profesora de la cátedra McGuire de Política Comparada en la Kennedy School of Government de la Universidad de Harvard, y se ha desempeñado como Australian Laureate Fellow y profesora de Gobierno y Relaciones Internacionales en la Universidad de Sídney, y directora del Proyecto de Integridad Electoral.

## Educación
Norris tiene una licenciatura en política y filosofía de la Universidad de Warwick, así como una maestría y un doctorado en política de la London School of Economics y doctorados honorarios de las universidades de Edimburgo, de Bergen, Leuphana, y de Warwick. Antes de unirse a Harvard en 1993, enseñó ciencia política en la Universidad de Edimburgo.

## Premios y reconocimientos
Norris ha sido elegida miembro de la Academia Estadounidense de las Artes y las Ciencias por sus logros en el campo de las ciencias políticas.
El libro de Pippa Norris y Joni Lovenduski Political Recruitment: Gender, Race and Class (Cambridge University Press, 1995) fue galardonado con el premio George H. Hallett 2018 de la Asociación Estadounidense de Ciencia Política «por un libro publicado hace al menos diez años que ha hecho una contribución duradera a la literatura sobre representación y sistemas electorales». También ha recibido el premio Doris Graber por A Virtuous Circle, galardonado como el mejor libro en comunicación política.
Fue honrada con el premio Sir Isaiah Berlin Lifetime Achievement Award otorgado por la Asociación de Estudios Políticos del Reino Unido, «por la importante contribución que ha hecho como una importante pensadora política y por ayudar a dar forma a la investigación académica sobre democracia, integridad electoral y populismo».
También ha recibido el premio Karl Deutsch por su contribución a la investigación interdisciplinaria de la Asociación Internacional de Ciencia Política.
En 2011, Norris y Ronald Inglehart fueron galardonados con el premio Johan Skytte en Ciencia Política por «aportar ideas innovadoras sobre la relevancia y las raíces de la cultura política en un contexto global, trascendiendo los enfoques convencionales de investigación anteriores».
Norris recibió la beca inaugural Kathleen Fitzpatrick Australian Laureate Fellowship en 2011.